# Paepalanthus stuetzelii
Paepalanthus stuetzelii là một loài thực vật có hoa trong họ Eriocaulaceae. Loài này được Hensold mô tả khoa học đầu tiên năm 1996.